# Xavi Lloses
Xavier Lloses Huguet (Lérida, España, 13 de enero de 1976) es un pianista, compositor y productor musical conocido artísticamente como Xavi Lloses.

## Trayectoria artística
Nació en Lérida, aunque creció en San Felíu de Guixols (Gerona), en 1999 publicó su primer disco: Trivial pour suite, bajo el nombre Xavi Lloses Grup, un trío con Marc Auladell y Marc Clos. Compuso la música para diversas producciones cinematográficas, inicialmente los cortos Els diumenges (2000) y Els matins (2004). Después compuso música para el documental Rock&Cat y las películas Veïnes y Yo. Su contribución a Veïnes tuvo lugar bajo el pseudónimo "Flüor".
Ha compuesto y producido música electrónica, obras de piano y música experimental desde finales de l0s años 1990, a menudo colaborando con Brossa Quartet y otros grupos. En 2006 funda el grupo L'Escolania de la Quadratura del Cercle, con media docena de discos produciddos. Otros componentes son Rosa Pou (canto y teclados), Marc Clos (percusión), Joan Motera (bajo eléctrico) y Adrià Bauzó (flauta e instrumenots de viento). El 2009 va sortir el àlbum en solitari Núvols de plata, però bàsicament el grup va produir les composicions de Lloses durant els propers anys. Després d'El somni d'un gegant el 2006 van arribar L'orgue de perfums el any vinent i Cançonetes per la bressola el 2010. El 2013 van sortir tres àlbums, Variacions estrafalàries, El cel de les calcudadores y Allà on conspiren els pentagrames (el final amb una edició en CD el 2015). La majoria d'aquests àlbums van sortir a la discogràfica Discmedi.
Grabó Cançonetes per la Bressola (2010) con unconjunto de músicos y cantantes catalanes como Lluís Gavaldà, Gerard Quintana, Anna Roig, Lídia Pujol y Mazoni y un grupo de niños. Este disco de 13 canciones se publicó como complemento en la revista Enderrock y en colaboración con La Bressola. Durante los años 2010 compuso para diversas producciones de la televisión catalana y como arreglista para los telefilms Bressola de nadal (2010) y Laia (2016), y como compositor para las series de televisión Infidels (2011) y El crac (2017). Después de 2017 trabajó como productor musical para las noches de los Premios Gaudí.
En 2012 fue miembro del proyecto Tenora 2.0, juntjunto con otros músicos de L'Escolania de la Quadratura del Cercle con la idea de crear música moderno en torno al instrumento clásico de la tenora. Más tarde se implicó en el proyecto Nautilus, concebido como combinación de escultura e instrumento. En esta producción la música fue creada a través de un harmònium.
El disco Els benaurats se publicó en 2018, en colaboración con Brossa Quartet, la música combina cuerdas, piano, percusiones y sonidos electrónicos y un arreglo parcialment producido según sampling digital. En 2018 y 2019 Xavi Lloses colaboró con la bailarina Anna Hierro y el compositor de música electrònica Carlos Martorell, este Ensemble Topogràfic presentó conciertos de música experimental en diferentes escenarios catalanes.
Ha producido musicalmente a Gerard Quintana, Jaume Sisa, Mazoni, Nico Roig y Bikimel y especialmente a Marina Rossell, a la que ha acompañado en sus últimas giras en directo. La exposición Música per satel·lits, con composiciones e instrumentos de Xavi Lloses, estuvo en gira en 2010 y ha realizado otras exposiciones como Mostra d'artistes catalans a París (2012), Music is good for you (2013, Llotja del Tint, Bañolas) y Músiques perilloses (2015, Museu de la Mediterrània en Torroella de Montgrí).
Lloses es miembro del grupo artístico Nuboläris y fundador de la "Corporació Terrorista per a la Difusió del So". Xavi Lloses se presenta com "antipianista" y "terrorista sonoro" y ha colaborado con diversos poetas catalanes.
En 2013 recibió el Premio Puig-Porret para su proyecto musical Nautilus. En 2017 recibió el premio "Roel" en el Medina Film Festival, a mejor banda original (del film Cavalls morts)

## Discografía[16]

### Discos
como Xavi Lloses Grup
- 1999 – Trivial pour suite, Música Global

como Xavi Lloses & L'Escolania de la Quadratura del Cercle
- 2006 – El somni d'un gegant, Discmedi
- 2007 – L'orgue de perfums, Discmedi
- 2010 – Cançonetes per la Bressola, La Bressola/Enderrock (EDRD-25)
- 2013 – Variacions estrafalàries, Discmedi
- 2013 – El cel de les calcudadores, Discmedi
- 2013/2015 – Allà on conspiren els pentagrames, (2015 Discmedi)

como Xavi Lloses
- 2007 – Núvols de plata, Discmedi (
- 2014 – El desplom de l'erudit, autoeditado
- 2017 – 99, autoeditat
- 2018 – Els benaurats (feat. Brossa Quartet), Hidden Track Records

### Singles
como Helena Miquel y Xavi Lloses
- 2011 – Perduts, Bankrobber